# RII
RII, sigles de Relative Interaction Index, és l'índex relatiu d'interacció, un nou sistema utilitzat en biologia per mesurar l'efecte relatiu de la interacció entre espècies.
Aquest índex té propietats estadístiques consistents i robustes i avantatges sobre els anteriors índexs existents com el RCI (Relative competition index), LnRR (Log response ràtio) i RNE (Relative neighbor effect) i destaca sobretot per la seva universalitat, podent-se utilitzar per a tot tipus d'efectes des d'exclusió mútua a la simbiosi.